# پیرآزاری
پیر آزاری (که «سالمند آزاری» نیز نامیده می‌شود) (به انگلیسی: Elder abuse)، «یک مورد یا مواردی مکرر از عدم عمل مناسب در رابطه‌ای است که انتظار اعتماد وجود دارد ولی عدم انجام عمل مناسب باعث صدمه یا پریشانی شخص مسن می‌شود.» این تعریف توسط سازمان بهداشت جهانی (WHO) به کار گرفته می‌شود. قوانین مشابه که مربوط به محافظت بزرگسالان وابسته در برابر سوءاستفاده هستند نیز تعاریف مشابهی را استفاده می‌کنند. 

## انواع
- بدرفتاری جسمی: مثلاً ضربه زدن، مشت زدن، سیلی زدن، سوزاندن، لگد زدن ، حبس یا دادن داروهای بیش از حد یا نادرست و همچنین خودداری از ارائه‌ی درمان و دارو.
- روانشناختی/عاطفی: مثلاً تحقیر کردن یک شخص.ممکن است اشکال کلامی مانند فریاد زدن، تمسخر ، انتقاد متداوم، اتهام، سرزنش کردن یا اشکال غیر کلامی مانند نادیده گرفتن، سکوت یا بی‌مهری.
- سوءاستفاده مالی از سالمند
- جنسی
- غفلت: به عنوان مثال محروم کردن یک شخص از معالجه درمانی، مواد غذایی، گرما، لباس، راحتی، داروهای ضروری یا محرومیت از شخص از خدمات مورد نیاز او برای وادار کردن وی به برخی اقدامات خاص مالی یا غیره. غلفت ممکن است عمدی (غفلت فعال) باشد و یا به دلیل ناآگاهی یا نبود منابع (غفلت منفعل) اتفاق بیفتد.

علاوه بر این‌ها، برخی از قوانین ایالتی ایالات متحده موارد زیر را نیز سالمند آزاری محسوب می‌کنند: 
- اعراض: ترک یک شخص وابسته با قصد ترک آن‌ها یا ترک آن‌ها در مکانی برای مدت زمانی که ممکن است سلامت یا رفاه آن‌ها را به خطر بیندازد.[۳]
- سوء استفاده از حقوق: انکار حقوق مدنی شخصی که پیر است اما عدم توانایی روانی او توسط دادگاه اعلام نشده است.
- خودغفلتی: هر شخصی که از مراقبت از سلامتی، رفاه و یا امنیت خود غافل شود. با غفلت از خود (یا آسیب به خود) به‌گونه‌ای متفاوت از سوءاستفاده (آسیب) دیگران رفتار می‌شود. خودغفلتی در سالمندان می‌تواند منجر به بیماری، آسیب‌دیدگی یا حتی مرگ شود.
- سوءاستفاده نهادی: به آسیب‌های جسمی یا روانی و همچنین نقض حقوق در نهادهای مخصوص مراقبت و مساعدت به سالمندان گفته می‌شود. مطالعه‌ای که ۲٬۰۰۰ خانه‌ی سالمندان در ایالات متحده را بررسی کرده نرخ سالمندآزاری را ۴۴٪ و نرخ غلفت را بیش از ۹۵٪ اعلام کرده است.[۴]

## سوء استفاده‌کنندگان متداول
سوء استفاده‌کننده می‌تواند همسر، شریک زندگی، قوم، دوست، همسایه، داوطلب نگهداری، کارگر دستمزدبگیر، پزشک یا هر فرد دیگری باشد که قصد دارد فرد آسیب پذیر را از منابع خود محروم کند. 

## عوامل خطر در سالمندآزاری
عوامل خطر مختلفی احتمال سالمندآزاری را افزایش می‌دهد از جمله افراد سالخورده‌ای که:
- مشکلات حافظه دارند (مانند زوال عقل)
- یک بیماری روانی دارند
- کم‌توانی جسمی دارند
- دارای افسردگی، تنهایی یا عدم حمایت اجتماعی‌اند
- مصرف بی‌رویه‌ی الکل یا مواد دیگر دارند
- داروهایی مصرف می‌کنند که قضاوت را مختل می‌کند
- از نظر کلامی یا جسمی با مراقبت‌کننده مبارزه می‌کنند
- سابقه جنایی دارند